# Нюрнбергският процес (филм)
„Нюрнбергският процес“ (на английски: Judgment at Nuremberg) е американски филм, съдебна драма, от 1961 година на режисьора Стенли Крамър по сценарий на Аби Ман. Главните роли се изпълняват от Спенсър Трейси, Бърт Ланкастър, Ричард Уидмарк, Марлене Дитрих, Джуди Гарланд, Максимилиан Шел, Вернер Клемперер, Монтгомъри Клифт и Уилям Шатнър.

## Сюжет
В центъра на сюжета е един от Нюрнбергските процеси срещу германски държавни служители след края на Втората световна война. Основни теми са Холокостът, военните престъпления срещу цивилни и политическите трудности пред правосъдието в условията на започващата Студена война.

## В ролите
| Актьор           | Роля                           |
| ---------------- | ------------------------------ |
| Спенсър Трейси   | Главен съдия Дан Хейууд        |
| Бърт Ланкастър   | ответник доктор Ернст Янинг    |
| Ричард Уидмарк   | обвинител полковник Тед Лоусън |
| Марлене Дитрих   | Фрау Бертолт                   |
| Джуди Гарланд    | Ирене Хофман Валнер            |
| Максимилиан Шел  | защитник Ханс Ролф             |
| Вернер Клемперер | ответник Емил Хан              |
| Монтгомъри Клифт | Рудолф Питърсън                |
| Уилям Шатнър     | Капитан Харисън Байърс         |

## Награди и отличия
Филмът получава наградите Оскар за най-добър адаптиран сценарий и най-добър актьор (за ролята на Максимилиан Шел) и е номиниран за още 9 награди Оскар. Той печели и наградите Златен глобус за най-добър актьор в драматичен филм и за режисура.